# 拝一刀
拝 一刀（おがみ いっとう）は、劇画『子連れ狼』及びこれを原作とした映画とテレビドラマに登場する架空の人物。主人公。名前は、狼一頭（おおかみいっとう）の捩りである。

## キャラクター
拝家は、織田信長に仕えた武将・拝郷家嘉をルーツとし、一刀は家嘉の子である孫十郎の子・正直の子にあたる（漫画『そして - 子連れ狼 刺客の子』）。家紋は「丸に対い弓文字」とされ、萬屋錦之介版のテレビドラマでの家紋は「丸に橘」となっている。なお、拝の姓は拝郷が武士が見せてはいけない「背後」に通じるとして、拝郷の「郷」を取って拝とあらためたという。
一刀は江戸幕府公儀介錯人にして、水鴎流の達人であり、同田貫の使い手であったが、公儀介錯人の地位をめぐる柳生一族との対立が元で、妻・薊をはじめとする一族を愛児・大五郎を除き、彼等によって皆殺しにされてしまう。さらに、裏柳生の総帥・柳生烈堂の策略により、将軍家への謀反の疑いをかけられ、拝家はお家断絶に追い込まれてしまい、一刀自身も大五郎とともに切腹を命じられる。
しかし、大五郎を連れて江戸を脱し（この時一刀は27歳）、以降は柳生一門への復讐を果たすべく、大五郎を箱車（乳母車）に乗せて、一殺五百両（標的一人につき五百両の報酬を得る。だが、金の含有量を下げたことにより価値が減少した元禄小判に換算すると報酬は激減する。）の刺客を生業として、「子を貸し腕貸しつかまつる」と大書した旗を箱車に指して全国を流浪。いつしか大五郎を連れたその風貌から、「子連れ狼」として人々の噂にのぼることとなる。この間、依頼主の求めに応じて標的を殺傷する他、拝一族の完全な抹殺と自身の企てた数々の謀略の口封じを図る烈堂の放った柳生一門の剣客や、配下につけた黒鍬衆、「草」と称される烈堂が全国に配した密偵達と戦い、時には重傷を負い、または病に倒れ、大五郎と離れ離れになるも彼等を倒し、烈堂失脚の証ともなる柳生封廻状を携え、大五郎を連れて数年ぶりに江戸に戻る。
江戸に戻った一刀は、幕府の実権掌握を狙う阿部頼母の妨害を乗り越えて、八丁河岸で烈堂と激しい決闘を繰り広げる。その様子は、全国の武士の棟梁たる公方をして、鐙を外させるという最大級の敬意を表させるものであった。しかし、決闘の前日に「草」の生き残り達の襲撃を受け、愛刀・同田貫を折られた上に重傷を負わされていた一刀はついに力尽きた。
なお、刺客をして得た報酬は、相当な金額になるが、ごく一部が大五郎との生活費等に用いられた他は、その大半の四万二千両が、旧知の竹細工師・今戸の竹阿弥の元に送金され、柳生一門との戦いに備えて大五郎に買い与えた新兵器・投擲雷の購入資金に当てられた。ただし、第2作『新・子連れ狼』において、拝一刀の同太貫の鞘の内側に「遺産」の隠し場所が書かれており、刺客業で稼いだ金の一部は、別の場所に蓄えられていた可能性がある。